# Aenictus biroi
Aenictus biroi (лат.) — вид муравьёв-кочевников рода Aenictus. Эндемики Шри-Ланки (Южная Азия).

## Описание
Длина рабочих около 3 мм. От близких видов (угловатым проподеумом, невооружённым субпетиолярным выступом  и плотной пунктировкой сходен с Aenictus camposi) отличается следующими признаками: более крупными размерами и головой с одинаковыми длиной и шириной. Скапус усик и переднеспинка блестящие. 
Усики 10-члениковые. Голова гладкая и блестящая. Клипеус по переднему краю с несколькими зубчиками. На жвалах около 10 зубцов. Основная окраска желтовато-коричневая. Стебелёк между грудкой и брюшком у рабочих состоит из двух члеников, а у самок и самцов — из одного (петиоль). Глаза у рабочих отсутствуют. Промезонотальная борозда не развита, пронотум и мезонотум слиты. Видовое название дано в честь венгерского коллектора типовой серии M.Biro, побывавшего в 1902 году на Цейлоне.